# Parafia św. Teresy od Dzieciątka Jezus w Rudnej Wielkiej
Parafia św. Teresy od Dzieciątka Jezus w Rudnej Wielkiej − parafia znajdująca się w diecezji rzeszowskiej w dekanacie Głogów Małopolski. Parafię erygowano w 1912 roku.